# 字下げ
字下げ（じさげ、インデント、英: indentation）は、「行頭に空白を設けて文字開始位置を他行よりも下がった位置から始めた文字組み」を指す用語。

## 概要
多くのワープロソフトなどでは1文字以上のインデントを行う際にタブキーを使用し、またこの機能そのものを指して字下げ機能と称する。字下げ機能を自動的に行うソフトウェア機能を特にオートインデントと呼ぶ。
段落の2行目以降を1行目より下げる形式を特に指してぶら下げインデントと呼び、プログラミング言語におけるソースコードや、データ記述言語を用いて記述したデータにおいて、その構造や属性を視覚的に明らかにするために行われる段組み表記方法でもある。
プログラミング言語におけるインデントは、一般的には視覚上の目的にてのみ用いられるものであり、インデントの有無がプログラムの内容に影響することはない。データ記述言語にあっても、JSONのようにインデントがデータに影響しない規格がある。一方、PythonやYAML等のようにあえてインデントを用いてプログラムやデータの論理構造を記述する言語もある。この場合、インデントはそれらの言語仕様に従って使用しなければならない。

## 例
字下げ
| ｢ 学校の授業が始まるにはまだ大分《だいぶ》日数《ひかず》があるので鎌倉におってもよし、帰ってもよいという境遇にいた私は、当分元の宿に留《と》まる覚悟をした。友達は中国のある資産家の息子《むすこ》で金に不自由のない男であったけれども、学校が学校なのと年が年なので、生活の程度は私とそう変りもしなかった。したがって一人《ひとり》ぼっちになった私は別に恰好《かっこう》な宿を探す面倒ももたなかったのである。 宿は鎌倉でも辺鄙《へんぴ》な方角にあった。玉突《たまつ》きだのアイスクリームだのというハイカラなものには長い畷《なわて》を一つ越さなければ手が届かなかった。車で行っても二十銭は取られた。けれども個人の別荘はそこここにいくつでも建てられていた。それに海へはごく近いので海水浴をやるには至極便利な地位を占めていた。 私は毎日海へはいりに出掛けた。古い燻《くす》ぶり返った藁葺《わらぶき》の間《あいだ》を通り抜けて磯《いそ》へ下りると、この辺《へん》にこれほどの都会人種が住んでいるかと思うほど、避暑に来た男や女で砂の上が動いていた。ある時は海の中が銭湯《せんとう》のように黒い頭でごちゃごちゃしている事もあった。その中に知った人を一人ももたない私も、こういう賑《にぎ》やかな景色の中に裹《つつ》まれて、砂の上に寝《ね》そべってみたり、膝頭《ひざがしら》を波に打たしてそこいらを跳《は》ね廻《まわ》るのは愉快であった。｣ |
| —『こころ』：新字新仮名 - 青空文庫（夏目漱石）、朝日新聞連載分より抜粋。 |

ぶら下げインデント（ソースコード）
```
local
 
p
 
=
 
{}

 

function
 
p
.
hello
()

    
return
 
"Hello, world!"

end

 

return
 
p

```